# Маленковська (платформа)
Маленковська (рос. Маленковская) — зупинний пункт/пасажирська платформа Ярославського напрямку Московської залізниці у Москві . Названа на честь першого Голови Сокольницького райвиконкому О. М. Маленкова (всупереч поширеній помилці, Голова Ради Міністрів СРСР Георгій Маленков не має до назви жодного стосунку).
Складається з однієї острівної та однієї берегової платформ (загалом 4 колії). Платформи сполучені підземним переходом, що виходить до Ризького проїзду. У середній частині над усіма платформами встановлено напівпрозорий навіс.
Час руху від Москва-Пасажирська-Ярославська до платформи становить 9—11 хвилин. На платформі на добу зупиняються близько 120 пар електропоїздів, а близько 55 пар проїжджають платформу без зупинки. У червні 2016 року на платформі були встановлені турнікети.

## Розташування
- Справа до платформи підходить 4-й Променевий просік;
- Зліва, паралельно залізничній колії — Ризький проїзд; він перетинається під прямим кутом з вулицею Кибальчича, що відходить від платформи.

## Реконструкція
У квітні 2016 року розпочався демонтаж платформи № 3 (3 колія) в ході робіт з розчищення полотна під будівництво 5-ї колії.
Також в планах організація ТПУ «Маленковська»: за рахунок знесення гаражів буде побудований сучасний термінал РЖД і багатофункціональний комплекс з торговим центром, фуд-кортом, офісами і перехоплювальними паркінгами.